# Impreza (singel)
Impreza – singel polskiego rapera Sobla, który został wydany 23 listopada 2019.
Nagranie uzyskało certyfikat diamentowej płyty, przekraczając liczbę 100 tysięcy sprzedanych kopii.

## Geneza utworu i historia wydania
Utwór napisali i skomponowali Lezter i Szymon Sobel.
Singel ukazał się w formacie digital download 23 listopada 2019 w Polsce za pośrednictwem wytwórni płytowej Universal Music Polska.

## Lista utworów
- Digital download[5]

1. „Impreza” – 2:45

## Certyfikaty ZPAV i sprzedaż
| Data             | Certyfikat       | Sprzedaż |
| ---------------- | ---------------- | -------- |
| 13 sierpnia 2020 | platynowa płyta  | 20 000+  |
| 24 marca 2021    | diamentowa płyta | 100 000+ |